# Shota Imai
Shota Imai (今井 昌太 Imai Shōta?, nacido el 16 de julio de 1984 en Agematsu, Nagano) es un exfutbolista japonés. Jugaba de centrocampista y su último club fue el Saurcos Fukui de Japón.

## Trayectoria

### Clubes
| Club                | País  | Año         |
| ------------------- | ----- | ----------- |
| Matsumoto Yamaga FC | Japón | 2007 - 2012 |
| Blaublitz Akita     | Japón | 2012        |
| MIO Biwako Shiga    | Japón | 2013        |
| Blaublitz Akita     | Japón | 2014        |
| Saurcos Fukui       | Japón | 2015 - 2017 |

## Estadística de carrera

### J. League
| Club                | Año   | J. League | J. League | Copa J. League | Copa J. League | Total | Total |
| Club                | Año   | Part.     | Goles     | Part.          | Goles          | Part. | Goles |
| ------------------- | ----- | --------- | --------- | -------------- | -------------- | ----- | ----- |
| Matsumoto Yamaga FC | 2012  | 2         | 0         | -              | -              | 2     | 0     |
| Blaublitz Akita     | 2014  | 0         | 0         | -              | -              | 0     | 0     |
| Total               | Total | 2         | 0         | 0              | 0              | 2     | 0     |